# Слађана Станковић
Слађана Станковић (Ниш, 1965 - 5. јун 1999. Призрен) била је жена-добровољац у Војсци Југославије. Погинула је током НАТО агресије на СР Југославију, 1999. године.

## Биографија
Слађана се на самом почетку агресије НАТО на Савезну Републику Југославију пријавила као добровољац у Војску Југославије. Сви покушаји породице да је од тога одврате нису уродили плодом. Отишла је на Косово и Метохију гдје је као члан санитета помагала рањеним борцима. Мјесец дана по одласку, породици је јавила да се удала за руског добровољца Јурија Осиповског. Вјенчање је обављено у манастиру Светих Архангела код Призрена. Кум на вјенчању им је био пуковник Божидар Делић командант 549. моторизоване бригаде чији су припадници били Слађана и Јурији. Иако је требала да дође 2. јуна на одсуство, Слађана је то своје право замијенила и остала на ратишту. Током битке на Паштрику 5. јуна 1999. минобацачка граната из Албаније директно је погодила код Шех Махале видно обиљежено возило Црвеног крста које је превозило српске рањенике. Тада је погинуло неколико војника, а тешко повређени били су један војни полицајац, возач заставник Саво Ердељан и болничарка доборовољац Слађана Станковић. Слободан Младеновић, резервиста из Лесковца, који је приликом ове експлозије био лакше рањен описао је Слађанину погибију: Мине од хаубице 120мм падају од нашег возила једно 30, 40 метара. Видимо да не може да нас погоде, идемо даље, пред сам улаз у резервну команду у Шех Махали добијамо директан погодак. Избачен сам из возила, фактички сам детониран, а возило стаје после 50 метара. Прескачем зид, хватам заклон, чекам три минута да све прође, док они урличу у возилу, не можете то да издржите. Излази прво Слађа, седа на браник возила, за њом излази дечко болничар и пада ко свећа – мртав. Чујем јаук, бол, немам другог избора прилазим возилу. Питам Слађу како је, видим да нема део лобање, види се мозак, који лагано пулсира... Тешко рањена Слађана је транспортована у болницу у Призрену. Према наводима њене сестре Весне доктор који је био Албанац је одбио да је прегледа. Преминула је од посљедица рањавања и непружања благовремене медицинске помоћи. Породица је за Слађанину смрт сазнала од пријатеља. Сахрањена је у родном Нишу. Сахрани је присуствовао и њен супруг Јурији. Он је у Слађанин ковчег ставио вјенчаницу коју је Слађана жељела да носи на церемонији грађанског вјенчања.Након Слађанине смрти, породица је пронашла њен дневник у којем је написала да зна да се с Kосова неће жива вратити. Слађанин отац је накратко надживјео ћерку, a њена мајка се повукла у кућу у селу Прва Кутина. Након три године од њене смрти породица је скупила новац да јој подигне надгробни споменик. Постхумно је одликована Орденом за заслуге у области одбране и безбедности. Једна улица у Нишу је 2013. понела њено име. Реч је о улици у насељу Брзи Брод, која је некада носила назив Лесковачка.